# Arabe syrien (cheval)
Pour les articles homonymes, voir Arabe syrien.
L' Arabe syrien est la variété de la race de chevaux de type Arabe présente en Syrie. Plus de 35 000 spécimens de ce cheval rustique étaient recensés en 1989, mais la race a probablement souffert de la guerre civile syrienne. Ces animaux résistants sont traditionnellement montés par les Bédouins.

## Histoire
Le Syrien est considéré comme une lignée de chevaux arabes. Son origine est vraisemblablement très ancienne. Il est possible que des juments syriennes aient été exportées en Pologne, en raison de la présence d'un haplogroupe propre à ces deux seules populations de chevaux arabes ; l'Arabe syrien est également en partie à l'origine de la race hongroise du Shagya. Au début du XXe siècle, l'élevage se concentre sur le plateau de Hauran, dans le Djebel Druze, et sur la plaine d'Akkar.
D'après Philippe Barbié de Préaudeau (1987) : « C'est en Jordanie et surtout en Syrie qu'il faut chercher les derniers représentants du cheval d'Arabie, de cet animal qui a conquis le monde, mais que le vent de l'Histoire a chassé de son berceau ».
L'unique recensement documenté dans la base de données DAD-IS indique la présence de 36 927 chevaux appartenant à cette race dans toute la Syrie en 1989. Ces animaux sont généralement montés par les Bédouins locaux. Il est vraisemblable que la guerre civile syrienne ait décimé la race. Sur les 8 500 chevaux arabes enregistrés auprès de la WAHO en 2011, il est vraisemblable que le conflit ait entraîné la perte de 3 000 d'entre eux. Un lieu de soin a été créé à Damas pour les chevaux abîmés par la guerre.

## Description
DAD-IS enregistre une taille moyenne de 1,52 m chez les femelles et 1,55 m, chez les mâles. L'arabe syrien s'est adapté au biotope semi-désertique de son pays d'origine, et présente un modèle de cheval de selle léger. De type arabe, il est cependant plus grand et rustique, avec une tête plus grossière. Pelage et crins sont fins et soyeux. Le poids de naissance est de 32 kg. Ces chevaux sont considérés comme noble et expressifs, mais pouvant manquer de membres.
La robe est généralement grise ou alezane, le bai étant possible. La race est réputée énergique, résistante, de bonne longévité.
Les arabes syriens présentent une excellente diversité génétique et une bonne hétérozygotie.

## Utilisation
Ces chevaux sont traditionnellement montés, en particulier en course de vitesse ou en course d'endurance. Ils servent dans différents sports équestres.

## Diffusion de l'élevage
La race est propre à la Syrie, qui constitue l'un des pays d'élevages majeurs du cheval arabe. L'étude menée par l'université d'Uppsala en 2010 considère l'Arabe syrien comme une race de chevaux locale asiatique, qui n'est pas menacée d'extinction. En revanche, son niveau de menace est indiqué comme étant inconnu dans DAD-IS (en 2018).
L'élevage est concentré dans les régions semi-désertiques des environs d'Alep, Homs, Hama, Damas et Soueïda.